# Kurt Wackermann
Kurt Wackermann (* 7. September 1883 in Quedlinburg; † 23. März 1951 in Frankfurt am Main) war ein deutscher Jurist. Zur Zeit des Nationalsozialismus war Wackermann Generalstaatsanwalt am Oberlandesgericht Frankfurt am Main.

## Biografie
Wackermann studierte ab dem Sommersemester 1904 Rechtswissenschaft an der Eberhard-Karls-Universität Tübingen und wurde dort Mitglied der Tübinger Burschenschaft Derendingia. Nach dem Referendariat und zweiten Staatsexamen promovierte er 1913 an der Universität Leipzig zum Dr. jur. Anschließend trat Wackermann in den Staatsdienst als Gerichtsassessor ein. Zum Ende des Ersten Weltkrieges vertrat er 1918/19 den Direktor der Strafanstalt Magdeburg. Ab 1920 war er als Staatsanwalt in Halle (Saale) und Berlin tätig. Er trat 1922 in den Dienst des Preußischen Justizministeriums ein und war dort ab 1930 als Ministerialrat tätig. Von November 1932 bis zu seinem Eintritt in den Ruhestand im September 1944 war er Generalstaatsanwalt am Oberlandesgericht Frankfurt am Main und Präsident des Strafvollzugsamts.
Nach der Machtergreifung trat er im Mai 1933 der NSDAP bei und schloss sich im Oktober 1933 dem Bund Nationalsozialistischer Deutscher Juristen (BNSDJ) an. Ab Mai 1934 war er Förderndes Mitglied der SS. Mit zwei weiteren Staatsanwälten besuchte er die Heilanstalt Eichberg, wo im Rahmen der Aktion T4 kranke und behinderte Menschen Opfer des NS-Euthanasiemorde wurden. Wackermann nahm an der Tagung der höchsten Juristen des Deutschen Reiches am 23. und 24. April 1941 in Berlin teil, bei der Viktor Brack und Werner Heyde über die „Vernichtung lebensunwerten Lebens“ in den Gaskammern der Aktion T4 informierten. Wackermann erhielt in diesem Rahmen auch Kenntnis über die „Scheinlegalisierung des Krankenmords“ durch Franz Schlegelberger.
Nach Kriegsende sagte vor dem Landgericht Frankfurt am Main am 11. März 1947 der seinerzeit für die Tötungsanstalt Hadamar zuständige Generalstaatsanwalt Wackermann als Zeuge im Prozess gegen den Leiter der Tötungsanstalt Hadamar Adolf Wahlmann aus. Wackermann berichtete über die Berliner Konferenz vom April 1941 und der dort verlautbarten Stillhalteweisung bezüglich der Krankenmorde.
Aufgrund der Anstiftung zum Mord und Rechtsbeugung wurde durch die Staatsanwaltschaft in Frankfurt am Main im März 1951 gegen Wackermann und drei ehemalige Staatsanwälte ein Ermittlungsverfahren eingeleitet. Hintergrund der Ermittlungen war ein 1942 durch das Sondergericht in Frankfurt am Main gefälltes Todesurteil gegen den 19-jährigen polnischen Fremdarbeiter Edvard Sarczinski wegen angeblich unzüchtiger Handlungen. Bei der Urteilsfindung wurden mildernde Umstände nicht berücksichtigt, das Todesurteil wurde vollstreckt. Während des Nachkriegsverfahrens war unklar wer das Todesurteil beantragt hatte, da die entsprechenden Vermerke bereits vernichtet waren. Wackermann verstarb noch plötzlich vor seiner Vernehmung. Sein Verteidiger Georg Nielsen bemerkte dazu folgendes: „Mein Mandant, ein sehr zurückgezogener, korrekter Mann, starb an der seelischen Bedrückung dieser ungeheueren Anschuldigung.“